# Алфред Виндишгрец
Княз Алфред цу Виндишгрец (на немски: Alfred zu Windisch-Graetz) е австрийски фелдмаршал, един от водачите на реакцията срещу революциите в Хабсбургската монархия от 1848 – 1849 година. Той ръководи потушаването на въстанията в Прага и Виена, с което пресича стремежите за автономия на чехите и за демократични преобразувания в империята.

## Произход и военна кариера до 1848
Алфред Виндишгрец е представител на висшата аристокрация на Австрийската империя. И баща му, граф Йозеф Никлас фон Виндиш-Грец (1744 – 1802) и майка му, графиня Леополдина фон Аренберг (1751 – 1812), са потомствени благородници от влиятелни родове. Влиянието им нараства още повече през 1804 година, когато Алфред е възведен в ранг на имперски княз (на немски: Reichsfürst). През същата година Виндишгрец постъпва като младши офицер в кавалерията и взема участие във войните с Наполеон.
След битката при Лайпциг 26-годишният Виндишгрец е повишен в чин полковник и през 1814 година предвожда кавалерийски полк в сраженията в Северна Франция. Генералското си звание получава през 1826 година. От 1840 до 1848 е командир на войските в Бохемия.

## Участие в събитията от 1848 – 1849
Виенската революция и падането на Метерних заварват Виндишгрец в имперската столица. За да предотвратят безредици, властите го натоварват с диктаторски пълномощия. Твърдият му подход към революционерите бързо засилва общественото напрежение. Уплашеният император Фердинанд скоро отнема пълномощията на Виндишгрец и го праща обратно в Бохемия.
Скоро след това, през юни 1848 година, избухват размирици в Прага, където се базира командването на Виндишгрец. При сблъсъците са убити съпругата и първородният му син, но с потушаването им Виндишгрец засилва авторитета и влиянието си върху правителствената политика.
През октомври същата година, когато във Виена избухва ново въстание, а търканията с унгарците прерастват в открит конфликт, императорът назначава Виндишгрец за фелдмаршал и командир на всички войски, с изключение на действащите срещу пиемонтците в Северна Италия. Като такъв Виндишгрец ръководи обсадата и превземането на въстаналата столица на 31 октомври. В началото на декември той и зет му, княз Феликс Шварценберг, оглавил новото правителство, принуждават император Фердинанд да отстъпи престола на енергичния си племенник Франц Йосиф. Още преди края на същия месец армиите на Виндишгрец са вече на подстъпите на Пеща.
В първите дни на 1849 година Виндишгрец превзема унгарската столица. Войските му окупират голяма част от северна и западна Унгария, но не преследват докрай противника, който се оттегля и прегрупира около Дебрецен и в поречието на Тиса. През февруари Виндишгрец печели сражението при Каполна, но не успява да се възползва и този успех. След малко повече от месец – време, през което австрийският командир се опитва да устрои вярно на империята правителство в Пеща – унгарските въстаници начело с Артур Гьоргей минават в контранастъпление и разбиват австрийците при Ишасег и при Вац. Заради тези неуспехи княз Шварценберг издейства от императора да отнеме командването на Виндишгрец.

## Последни години
След разжалването си Виндишгрец се оттегля задълго от армията и политиката в родовото си имение в Бохемия. През 1859 година е за кратко комендант на Майнц (по това време обща крепост на Германския съюз). През 1861 година влиза в горната камара на новосъздадения имперски парламент, където се застъпва безуспешно за възстановяване на крепостната зависимост.